# Scorpion (série de televisão)
Scorpion é uma série de televisão estadunidense transmitida pela CBS desde 22 de setembro de 2014.
Em 12 de janeiro de 2015, A série foi renovada para sua  2ª temporada, estando disponível na Netflix.
Em março de 2016, A série foi renovada para sua 3ª temporada, sendo lançada dia 3 de outubro na CBS. Em 12 de maio de 2018, a CBS cancelou a série após quatro temporadas.

## Enredo
Inspirado em uma história real, conta a história do excêntrico gênio,Walter O'Brien, e de sua equipe composta por um bom comportamentalista (Behaviorismo), Toby um médico formado em Harvard, Sylvester,uma calculadora humana e Happy,um da prodígio da mecânica. Todos são pessoas ótimas de espírito, mas que não conseguem se socializar com a maioria das pessoas e por isso recebem a ajuda de uma ex atendente de lanchonete chamada Paige que tem um filho que também é gênio, chamado Ralph.
Quando um problema sério surge no espaço aéreo americano o agente Cabe Gallo resolve recrutar a equipe de gênios, já que não existe nenhuma outra equipe capaz de resolver o problema. A partir daí, e agora com o apoio do governo, eles se tornam oficialmente a equipe Scorpion e transformam-se na última linha de defesa contra ameaças complexas ao redor do mundo.

## Elenco

### Principal
| Ator/Atriz        | Personagem           | |  |
| ----------------- | -------------------- | --- |  |
| Elyes Gabel       | Walter O'Brien       | Um gênio com um QI de 197, quando criança ele invadiu a NASA, procurando um conjunto de plantas de foguetes para colocar na parede do seu quarto. Ele é o fundador da Team Scorpion. |  |
| Katharine McPhee  | Paige Dineen         | Ex-garçonete e mãe solteira de um menino gênio, Paige serve como gerente de escritório para a equipe, e ajuda a "traduzir" o mundo real para eles, ajudando-os a interagir com as pessoas que conhecem. Por sua vez, a equipe a ajuda a entender seu filho. |  |
| Robert Patrick    | Agente Cabe Gallo    | Era um agente do FBI antes de se juntar à Segurança Interna, Gallo inicialmente recruta a equipe para corrigir um grave problema de controle de tráfego aéreo; Depois, pediu-lhes que se tornassem uma equipe de ligação para enfrentar missões difíceis que o governo não tem a mão-de-obra ou a capacidade tecnológica para lidar. É a ligação da equipe com o governo. |  |
| Eddie Kaye Thomas | Dr. Tobias M. Curtis | Um médico formado em Harvard com um diploma em psiquiatria, Toby é um comportamentalista (Behaviorismo), "lendo" as pessoas que a equipe encontra. Seu vício em jogos ocasionalmente causa problemas para ele e para a equipe. |  |
| Jadyn Wong        | Happy Quinn          | Ela é um prodígio da mecânica. Happy foi nomeada a partir da música favorita de seus pais, "Shiny Happy People" da R.E.M. Depois que sua mãe morreu no parto, seu pai a entregou para um orfanato; Sua experiência torna difícil para ela interagir e se relacionar com os outros.                                                                                        |  |
| Ari Stidham       | Sylvester Dodd       | Dotado como um matemático e estatístico, ele é descrito como "uma calculadora humana". Ele é uma pessoa altamente sensível e luta contra o TOC e a ansiedade, e alberga temores de germes, transporte aéreo, barcos e água aberta, entre outros. |  |
| Riley B. Smith    | Ralph Dineen         | Filho de Paige, ele é inicialmente creditado como uma criança conturbada antes de se encontrar e interagir com Walter, que conta a Paige que ele é um gênio. Ele interage bem com a equipe e, ocasionalmente, auxilia com casos. |  |

### Recorrente
| Ator/Atriz        | Personagem                | |  |
| ----------------- | ------------------------- | --- |  |
| Camille Guaty     | Megan O'Brien Dodd        | A irmã de Walter que sofre de esclerose, uma condição que Walter procura "consertar", para retribuir por ela sempre ter estando ao seu lado durante toda a sua infância.                                                    |  |
| David Fabrizio    | Diretor Merrick           | Diretor da Segurança Interna. Após os eventos da primeira temporada, Merrick foi rebaixado e reatribuído como ligação da Segurança Interna à NASA.                                                                          |  |
| Brendan Hines     | Drew Baker                | Pai biológico de Ralph e jogador da segunda divisão da liga de baseball. |  |
| Kevin Weisman     | Ray Spiewack              | Novo amigo de Walter, se conheceram na prestação de serviço comunitário que Walter teve que trabalhar após um acontecimento no final da primeira temporada. Ele é um ex-bombeiro que sofre com um trauma do passado.        |  |
| Andy Buckley      | Richard Elia              | Bilionário do ramo tecnológico que inicialmente contrata a equipe para resgatar sua filha de um sequestro. Se torna um grande amigo de Walter.                                                                              |  |
| Jamie McShane     | Patrick Quinn             | Mecânico e pai de Happy. |  |
| Alana de la Garza | Adriana Molina            | Nova diretora da Segurança Interna após o afastamento de Merrick, ela não interage por muito tempo com a Team Scorpion, pois após um acontecimento com Sylvester, Cabe a acusa de não se importar com os membros da equipe. |  |
| Joshua Leonard    | Mark Collins              | Antigo membro da Team Scorpion especialista em frequências de rádio que acabou enlouquecendo e sendo internado por Walter.                                                                                                  |  |
| Peri Gilpin       | Katherine Cooper          | Vice-diretora da Segurança Interna, que assume o lugar de Molina como a ligação da Team Scorpion com a pátria; Antes de trabalhar com a Scorpion, Cooper tinha servido no campo.                                            |  |
| Scott Porter      | Tim Armstrong             | Estagiário da Segurança Interna e ex-marinheiro que Cabe traz para trabalhar com Scorpion. |  |
| Lea Thompson      | Veronica Dineen           | A mãe ausente de Paige, uma trapaceira que saiu recentemente da prisão, tenta se reaproximar da filha, mas ela demonstra relutância. Manteve contato em segredo com o neto durante os anos.                                 |  |
| Reiko Aylesworth  | Allie Jones               | Gerente de campanha do rival de Sylvester quando ele decide entrar para política. Interesse amoroso de Cabe. |  |
| Glenn Keogh       | Sean O'Brien              | Pai de Walter e Megan |  |
| Horatio Sanz      | Heywood 'Jahelpme' Morris | Advogado contratado por Sylvester para ajudá-lo em uma causa, posteriormente contratado por Ralph quando um professor rouba um projeto seu. Ele nunca ganhou uma causa.                                                     |  |
| Pamela Shafer     | Louise O'Brien            | Mãe de Walter e Megan |  |

## Resumo de Temporadas
| Temporada | Episódios | Primeira transmissão   | Primeira transmissão      | Última transmissão  | Última transmissão        |
| Temporada | Episódios | Data                   | Telespectadores (Milhões) | Data                | Telespectadores (Milhões) |
| --------- | --------- | ---------------------- | ------------------------- | ------------------- | ------------------------- |
| 1         | 22        | 22 de setembro de 2014 | 13.83                     | 20 de abril de 2015 | 10.71                     |
| 2         | 25        | 21 de setembro de 2015 | 11.09                     | 25 de abril de 2016 | 8.98                      |
| 3         | 25        | 3 de outubro de 2016   | 8.30                      | 15 de maio de 2017  | 7.89                      |
| 4         | 22        | 25 de setembro de 2017 | 5.75                      | 16 de abril de 2018 | 5.22                      |

## Episódios

### 1ª Temporada 2014 - 2015
| No. na Série | Episódio | Título                                                               | Diretor           | Escritor                                   | Exibição original       | Audiência EUA (em milhões) |
| ------------ | -------- | -------------------------------------------------------------------- | ----------------- | ------------------------------------------ | ----------------------- | -------------------------- |
| 1            | 1        | "Pilot (Piloto pt-br)"                                               | Justin Lin        | Teleplay by: Nick Santora                  | 22 de setembro de 2014  | 13.83                      |
| 2            | 2        | "Single Point of Failure (Ponto Único de Falha pt-br)"               | Bobby Roth        | David Foster                               | 29 de setembro de 2014  | 13.36                      |
| 3            | 3        | "A Cyclone (Ninho pt-br)"                                            | Gary Fleder       | Nick Santora & Nicholas Wootton            | 6 de outubro de 2014    | 12.05                      |
| 4            | 4        | "Shorthanded (Chances Limitadas pt-br)"                              | Dwight H. Little  | Elizabeth Beall                            | 13 de outubro de 2014   | 11.51                      |
| 5            | 5        | "Plutonium Is Forever (Plutônio é Para Sempre pt-br)"                | Jeff T. Thomas    | Paul Grellong                              | 20 de outubro de 2014   | 10.75                      |
| 6            | 6        | "True Colors (Cores Verdadeiras pt-br)"                              | Dwight H. Little  | Elizabeth Beall                            | 27 de outubro de 2014   | 10.39                      |
| 7            | 7        | "Father's Day (Dia dos Pais pt-br)"                                  | Milan Cheylov     | Nick Santora                               | 3 de novembro de 2014   | 10.34                      |
| 8            | 8        | "Risky Business (Negócio Arriscado pt-br)"                           | Matt Earl Beesley | Nicholas Wootton                           | 10 de novembro de 2014  | 10.08                      |
| 9            | 9        | "Rogue Element (Elemento Perigoso pt-br)"                            | Jerry Levine      | Paul Grellong & Kim Rome                   | 17 de novembro de 2014  | 10.17                      |
| 10           | 10       | "Talismans (Talismã pt-br)"                                          | Sam Hill          | Alex Katsnelson                            | 24 de novembro de 2014  | 9.28                       |
| 11           | 11       | "Revenge (Vingança pt-br)"                                           | Mel Damski        | Elizabeth Beall & David Foster             | 8 de dezembro de 2014   | 10.00                      |
| 12           | 12       | "Dominoes (Dominó pt-br)"                                            | Omar Madha        | Rob Pearlstein & Nick Santora              | 15 de dezembro de 2014  | 10.07                      |
| 13           | 13       | "Kill Screen (Tela da Morte pt-br)"                                  | Jace Alexander    | Nicholas Wootton & Paul Grellong           | 5 de janeiro de 2015    | 12.09                      |
| 14           | 14       | "Forget Me Nots (Não se Esqueça de Mim pt-br)"                       | Jann Turner       | Alex Katsnelson & Nick Santora             | 18 de janeiro de 2015   | 12.29                      |
| 15           | 15       | "Charades (Charadas pt-br)"                                          | Christine Moore   | Rob Pearlstein                             | 19 de janeiro de 2015   | 12.08                      |
| 16           | 16       | "Love Boat (Barco do Amor pt-br)"                                    | Sam Hill          | Elizabeth Beall & Kim Rome                 | 9 de fevereiro de 2015  | 11.86                      |
| 17           | 17       | "Going South (Para o Sul pt-br)"                                     | David Grossman    | Nick Santora & Nicholas Wootton            | 23 de fevereiro de 2015 | 10.69                      |
| 18           | 18       | "Once Bitten, Twice Die (Mordido Uma Vez, Mordido Duas Vezes pt-br)" | Guy Ferland       | David J. North                             | 9 de março de 2015      | 10.59                      |
| 19           | 19       | "Young Hearts Spark Fire (Corações jovens Soltam Faíscas pt-br)"     | Mel Damski        | Paul Grellong, Jay Beattie and Dan Dworkin | 23 de março de 2015     | 9.70                       |
| 20           | 20       | "Crossroads (Encruzilhadas pt-br)"                                   | Kevin Hooks       | David Foster & Rob Pearlstein              | 30 de março de 2015     | 9.38                       |
| 21           | 21       | "Cliffhanger (Suspense pt-br)"                                       | Sam Hill          | Nick Santora and Nicholas Wootton          | 13 de abril de 2015     | 9.53                       |
| 22           | 22       | "Postcards from the Edge (Vida Por Um Fio pt-br)"                    | Milan Cheylov     | Nick Santora & Nicholas Wootton            | 20 de abril de 2015     | 10.71                      |

### 2ª Temporada 2015 - 2016
| No. na Série | Episódio | Título                           | Diretor           | Escritor                                                                   | Exibição original       | Audiência EUA (em mihões) |
| ------------ | -------- | -------------------------------- | ----------------- | -------------------------------------------------------------------------- | ----------------------- | ------------------------- |
| 23           | 1        | "Satellite of Love"              | Sam Hill          | Nick Santora & Nicholas Wootton                                            | 21 de setembro de 2015  | 11.09                     |
| 24           | 2        | "Cuba Libre"                     | Mel Damski        | Rob Pearlstein & Nick Santora                                              | 28 de setembro de 2015  | 9.49                      |
| 25           | 3        | "Fish Filet"                     | Omar Madha        | Paul Grellong & Nick Santora                                               | 5 de outubro de 2015    | 9.95                      |
| 26           | 4        | "Robots"                         | Sylvain White     | David Foster & Nicholas Wootton                                            | 12 de outubro de 2015   | 9.40                      |
| 27           | 5        | "Super Fun Guys"                 | Bobby Roth        | Adam Higgs & Nick Santora                                                  | 19 de outubro de 2015   | 9.46                      |
| 28           | 6        | "Tech, Drugs, and Rock 'n' Roll" | Sam Hill          | Elizabeth Davis Beall & Nicholas Wootton                                   | 26 de outubro de 2015   | 9.69                      |
| 29           | 7        | "Crazy Train"                    | Jeff T. Thomas    | Kevin J. Hynes & Nick Santora                                              | 2 de novembro de 2015   | 9.51                      |
| 30           | 8        | "Area 51"                        | Carey Meyer       | Kim Rome & Nicholas Wootton                                                | 9 de novembro de 2015   | 9.34                      |
| 31           | 9        | "US vs. UN vs. UK"               | Omar Madha        | Scott Sullivan & Nick Santora                                              | 16 de novembro de 2015  | 9.16                      |
| 32           | 10       | "Arrivals and Departures"        | Sam Hill          | Aadrita Mukerji & Nicholas Wootton                                         | 23 de novembro de 2015  | 8.95                      |
| 33           | 11       | "The Old College Try"            | Christine Moore   | Rob Pearlstein & Nick Santora                                              | 7 de dezembro de 2015   | 9.30                      |
| 34           | 12       | "Dam Breakthrough"               | Adam Rodriguez    | Paul Grellong & Nicholas Wootton                                           | 14 de dezembro de 2015  | 9.28                      |
| 35           | 13       | "White Out"                      | Jeff Hunt         | David Foster & Nick Santora                                                | 4 de janeiro de 2016    | 11.67                     |
| 36           | 14       | "Sun of a Gun"                   | Dwight Little     | Adam Higgs                                                                 | 18 de janeiro de 2016   | 11.60                     |
| 37           | 15       | "Da Bomb"                        | Steven A. Adelson | Kim Rome                                                                   | 25 de janeiro de 2016   | 10.69                     |
| 38           | 16       | "Fractured"                      | Christine Moore   | Matthew Davis & Nick Santora                                               | 8 de fevereiro de 2016  | 11.36                     |
| 39           | 17       | "Adaptation"                     | Sam Hill          | Story by : Scott Sullivan and Aadrita Mukerji Teleplay by : Scott Sullivan | 22 de fevereiro de 2016 | 9.87                      |
| 40           | 18       | "The Fast and the Nerdiest"      | Don Tardino       | Kevin J. Hynes                                                             | 29 de fevereiro de 2016 | 9.23                      |
| 41           | 19       | "Ticker"                         | Mel Damski        | Rob Pearlstein                                                             | 14 de março de 2016     | 8.96                      |
| 42           | 20       | "Djibouti Call"                  | Omar Madha        | David Foster                                                               | 21 de março de 2016     | 8.65                      |
| 43           | 21       | "Twist and Shout"                | Christine Moore   | Paul Grellong                                                              | 28 e março de 2016      | 8.74                      |
| 44           | 22       | "Hard Knox"                      | Omar Madha        | Scott Sullivan                                                             | 11 de abril de 2016     | 8.60                      |
| 45           | 23       | "Chernobyl Intentions"           | Jeff T. Thomas    | Nick Santora & Nicholas Wootton                                            | 18 de abril de 2016     | 8.35                      |
| 46           | 24       | "Toby or Not Toby"               | Sam Hill          | Nick Santora & Nicholas Wootton                                            | 25 de abril de 2016     | 8.98                      |

### 3ª Temporada 2016 - 2017
| No. na Série | Episódio | Ttulo                                | Diretor            | Escritor                                                               | Exibição original       | Audiência EUA (em milhões) |
| ------------ | -------- | ------------------------------------ | ------------------ | ---------------------------------------------------------------------- | ----------------------- | -------------------------- |
| 47           | 1        | "Civil War"                          | Sam Hill           | Nick Santora and Nicholas Wootton                                      | 3 de outubro de 2016    | 8.30                       |
| 48           | 2        | "More Civil War"                     | Jeffrey Hunt       | Nick Santora and Nicholas Wootton                                      | 3 de outubro de 2016    | 8.30                       |
| 49           | 3        | "It Isn't the Fall That Kills You"   | Sanford Bookstaver | Nick Santora and Scott Sullivan                                        | 10 de outubro de 2016   | 7.05                       |
| 50           | 4        | "Little Boy Lost"                    | Steven A. Adelson  | Rob Pearlstein and Nick Wootton                                        | 17 de outubro de 2016   | 7.17                       |
| 51           | 5        | "Plight at the Museum"               | Christine Moore    | Paul Grellong and Nick Santora                                         | 24 de outubro de 2016   | 7.03                       |
| 52           | 6        | "Bat Poop Crazy"                     | Omar Madha         | David Foster and Nicholas Wootton                                      | 31 de outubro de 2016   | 6.51                       |
| 53           | 7        | "We're Gonna Need a Bigger Vote"     | Sam Hill           | Elizabeth Davis Beall and Nick Santora                                 | 7 de novembro de 2016   | 6.92                       |
| 54           | 8        | "Sly and the Family Stone"           | Jeff Hunt          | Adam Higgs and Nicholas Wootton                                        | 14 de novembro de 2016  | 7.22                       |
| 55           | 9        | "Mother Load"                        | Jeff T. Thomas     | Kevin J. Hynes                                                         | 21 de novembro de 2016  | 7.07                       |
| 56           | 10       | "This is the Pits"                   | Sam Hill           | Kim Rome & Nicholas Wootton                                            | 12 de dezembro de 2016  | 6.98                       |
| 57           | 11       | "Wreck the Halls"                    | Milan Cheylov      | Scott Sullivan                                                         | 19 de dezembro de 2016  | 7.53                       |
| 58           | 12       | "Ice Ca-Cabes"                       | Jeff T. Thomas     | David Foster & Nick Santora                                            | 2 de janeiro de 2017    | 7.37                       |
| 59           | 13       | "Faux Money Maux Problems"           | Omar Madha         | Aadrita Mukerji & Nicholas Wootton                                     | 16 de janeiro de 2017   | 7.81                       |
| 60           | 14       | "The Hole Truth"                     | Sam Hill           | Story by : Matthew David & Rob Pearlstein Teleplay by : Rob Pearlstein | 23 de janeiro de 2017   | 7.77                       |
| 61           | 15       | "Sharknerdo"                         | Tim Story          | Elizabeth Davis Beall                                                  | 6 de fevereiro de 2017  | 7.76                       |
| 62           | 16       | "Keep It In Check, Mate"             | Christine Moore    | Kim Rome                                                               | 13 de fevereiro de 2017 | 7.24                       |
| 63           | 17       | "Dirty Seeds, Done Dirt Cheap"       | Jeff T. Thomas     | Adam Higgs                                                             | 20 de fevereiro de 2017 | 7.19                       |
| 64           | 18       | "Don't Burst My Bubble"              | Omar Madha         | April E. Brassard & Nicholas Wootton                                   | 27 de fevereiro de 2017 | 6.88                       |
| 65           | 19       | "Monkey See, Monkey Poo"             | Don Tardino        | Scott Sullivan                                                         | 13 de março de 2017     | 6.61                       |
| 66           | 20       | "Broken Wind"                        | Steven A. Adelson  | Caitlin Duffy & Nick Santora                                           | 20 de março de 2017     | 6.46                       |
| 67           | 21       | "Rock Block"                         | Antonio Negret     | David Foster & Nick Santora                                            | 10 de abril de 2017     | 6.91                       |
| 68           | 22       | "Strife on Mars"                     | Jeffrey G. Hunt    | Nick Santora & Kevin J. Hynes                                          | 17 de abril de 2017     | 6.88                       |
| 69           | 23       | "Something Burrowed, Something Blew" | Christine Moore    | Nick Santora & Aadrita Mukerji                                         | 1 de maio de 2017       | 6.91                       |
| 70           | 24       | "Maroon 8"                           | Milan Cheylov      | Paul Grellong                                                          | 8 de maio de 2017       | 7.52                       |
| 71           | 25       | "Scorp Family Robinson"              | Sam Hill           | Nick Santora & Nicholas Wootton                                        | 15 de maio de 2017      | 7.89                       |

### 4ª Temporada 2017 - 2018
| No. na Série | Episódio | Título                                                     | Diretor            | Escritor                         | Exibição original       | Audiência EUA (em milhões) |
| ------------ | -------- | ---------------------------------------------------------- | ------------------ | -------------------------------- | ----------------------- | -------------------------- |
| 72           | 1        | "Extinction"                                               | Sam Hill           | Nick Santora & Nicholas Wootton  | 25 de setembro de 2017  | 5.75                       |
| 73           | 2        | "More Extinction"                                          | Sam Hill           | Nick Santora & Nicholas Wootton  | 2 de outubro de 2017    | 5.23                       |
| 74           | 3        | "Grow a Deer, A Female Deer"                               | Milan Cheylov      | David Foster & Nick Santora      | 9 de outubro de 2017    | 4.82                       |
| 75           | 4        | "Nuke Kids on the Block"                                   | Elodie Keene       | Paul Grellong & Nicholas Wootton | 16 de outubro de 2017   | 4.84                       |
| 76           | 5        | "Sci Hard"                                                 | Dwight H. Little   | Rob Pearlstein & Nick Santora    | 23 de outubro de 2017   | 5.15                       |
| 77           | 6        | "Queen Scary"                                              | Omar Madha         | Adam Higgs & Nicholas Wootton    | 30 de outubro de 2017   | 4.93                       |
| 78           | 7        | "Go With the Flo(rence)"                                   | Sam Will           | Kevin J. Hynes & Nick Santora    | 6 de novembro de 2017   | 5.18                       |
| 79           | 8        | "Faire is Foul"                                            | Sanford Bookstaver | Scott Sullivan                   | 13 de novembro de 2017  | 4.74                       |
| 80           | 9        | "It's Raining Men (of War)"                                | Antônio Negret     | Kim Rome & Nicholas Wootton      | 20 de novembro de 2017  | 5.13                       |
| 81           | 10       | "Crime Every Mountain"                                     | Sam Hill           | Aadrita Mukerji & Nick Santora   | 27 de novembro de 2017  | 5.50                       |
| 82           | 11       | "Who Let the Dog Out ('Cause Now It's Stuck In a Cistern)" | Omar Madha         | David Foster & Nick Santora      | 11 de dezembro de 2017  | 5.92                       |
| 83           | 12       | "A Christmas Car-Roll"                                     | LeVar Burton       | Paul Grellong & Nicholas Wootton | 18 de dezembro de 2017  | 5.35                       |
| 84           | 13       | "The Bunker Games"                                         | Milan Cheylov      | Rob Pearlstein                   | 15 de janeiro de 2018   | 5.62                       |
| 85           | 14       | "Lighthouse of the Rising Sun"                             | Sam Hill           | Adam Higgs                       | 22 de janeiro de 2018   | 5.23                       |
| 86           | 15       | "Wave Goodbye"                                             | Jeff T. Thomas     | Kevin J. Hynes                   | 29 de janeiro de 2018   | 5.82                       |
| 87           | 16       | "Nerd, Wind and Fire"                                      | Bethany Rooney     | Scott Sullivan                   | 5 de fevereiro de 2018  | 5.55                       |
| 88           | 17       | "Dumbster Fire"                                            | Sanford Bookstaver | Aadrita Mukerji                  | 26 de fevereiro de 2018 | 5.06                       |
| 89           | 18       | "Dork Day Afternoon"                                       | Steven A. Adelson  | Paul Grellong                    | 5 de março de 2018      | 5.51                       |
| 90           | 19       | "Gator Done"                                               | Omar Madha         | Kim Rome                         | 19 de março de 2018     | 4.82                       |
| 91           | 20       | "Foul Balls"                                               | Nick Santora       | David Foster & Nick Santora      | 26 de março de 2018     | 4.84                       |
| 92           | 21       | "Kenny and the Jet"                                        | Jeff T. Thomas     | Adams Higgs & Rob Pearlstein     | 9 de abril de 2018      | 5.44                       |
| 93           | 22       | "A Lie in the Sand"                                        | Sam Hill           | Paul Grellong & Scott Sullivan   | 16 de abril de 2018     | 5.22                       |